# العلاقات الفلبينية الناميبية
العلاقات الفلبينية الناميبية هي العلاقات الثنائية التي تجمع بين الفلبين وناميبيا.

## مقارنة بين البلدين
هذه مقارنة عامة ومرجعية للدولتين:
| وجه المقارنة                                              | الفلبين                       | ناميبيا      |
| --------------------------------------------------------- | ----------------------------- | ------------ |
| المساحة (كم2)                                             | 343.45 ألف                    | 825.62 ألف   |
| عدد السكان (نسمة)                                         | 104.92 مليون                  | 2.53 مليون   |
| الكثافة السكانية (ن./كم²)                                 | 305.49                        | 3.06         |
| العاصمة                                                   | مانيلا                        | ويندهوك      |
| اللغة الرسمية                                             | اللغة الفلبينية، لغة إنجليزية | لغة إنجليزية |
| العملة                                                    | بيسو فلبيني                   | دولار ناميبي |
| الناتج المحلي الإجمالي (بليون دولار)                      | 313.60 مليار                  | 13.24 مليار  |
| الناتج المحلي الإجمالي (تعادل القوة الشرائية) بليون دولار | 743.90 مليار                  | 25.60 مليار  |
| الناتج المحلي الإجمالي الاسمي للفرد دولار أمريكي          | 2.90 ألف                      | 4.67 ألف     |
| الناتج المحلي الإجمالي للفرد دولار أمريكي                 | 7.39 ألف                      | 9.96 ألف     |
| مؤشر التنمية البشرية                                      | 0.668                         | 0.628        |
| رمز المكالمات الدولي                                      | +63                           | +264         |
| رمز الإنترنت                                              | .ph                           | .na          |
| المنطقة الزمنية                                           | توقيت الفلبين                 | ت ع م+02:00  |

## منظمات دولية مشتركة
يشترك البلدان في عضوية مجموعة من المنظمات الدولية، منها:
| علم المنظمة | اسم المنظمة                        | تاريخ انضمام الفلبين | تاريخ انضمام ناميبيا |
| ----------- | ---------------------------------- | -------------------- | -------------------- |
|             | وكالة ضمان الاستثمار متعدد الأطراف | 8 فبراير 1994        | 25 سبتمبر 1990       |
|             | منظمة الشرطة الجنائية الدولية      | ?                    | ?                    |
|             | منظمة حظر الأسلحة الكيميائية       | ?                    | ?                    |
|             | منظمة التجارة العالمية             | 1995                 | ?                    |
|             | الأمم المتحدة                      | 24 أكتوبر 1945       | 23 أبريل 1990        |
|             | مؤسسة التمويل الدولية              | 12 أغسطس 1957        | 25 سبتمبر 1990       |
|             | يونسكو                             | 21 نوفمبر 1946       | 2 نوفمبر 1978        |
|             | البنك الدولي للإنشاء والتعمير      | 27 ديسمبر 1945       | 25 سبتمبر 1990       |
|             | الاتحاد البريدي العالمي            | ?                    | ?                    |
|             | الاتحاد الدولي للاتصالات           | 25 مايو 1912         | 25 يناير 1984        |

## وصلات خارجية
- موقع وزارة الخارجية الفلبينية